# Борзонти
Борзонти — горная вершина в Ачхой-Мартановском районе Чеченской Республики. Высота над уровнем моря составляет 2511 метров. Расположена в междуречье Гехи и Мартанки.

## Этимология
В основе перевода оронима чеченское «борз» — «волк» и топоформант «тӀи», соответствующий русскому «на». «На волчьей вершине».